# Wojownicze Żółwie Ninja (serial animowany 1987)
Wojownicze Żółwie Ninja (ang. Teenage Mutant Ninja Turtles, 1987–1996) – amerykański serial animowany, wyprodukowany przez wytwórnię Murakami-Wolf-Swenson Film Productions Inc. Jego premiera nastąpiła 10 grudnia 1987 roku. Serial opiera się na oryginalnym komiksie Teenage Mutant Ninja Turtles napisanym przez Kevina Eastmana i Petera Lairda. Jest jednak pozbawiony mrocznego klimatu komiksu, ponieważ był adresowany głównie do młodszej części widowni. Cała seria została podzielona na 10 sezonów. Łącznie wyprodukowano 193 odcinki. Seria ciągnęła się przez niemal 10 lat i zapewniła sławę tytułowym postaciom.

## Historia
Seria z lat 80. i 90. różni się bardzo od komiksowego oryginału. W tej wersji Splinter był dawniej człowiekiem, znanym jako Hamato Yoshi. Został on wypędzony z japońskiego klanu Stopy (ang. Foot Clan), gdy padł ofiarą spisku podstępnego Oroku Saki, który zadbał o to, że Yoshi nie pokłoni się przed mistrzem, przybijając jego kimono nożem do podłogi. Gdy Yoshi znalazł nóż, został oskarżony o próbę zabicia mistrza. Uciekł do USA, gdzie żył samotnie w kanałach. Do czasu jednak, gdyż pewnego razu chłopiec niosący szklany słój z czterema małymi żółwiami potknął się, słój spadł do kanału i rozbił się w pobliżu Yoshiego. W tym czasie klan Stopa stał się organizacją przestępczą.
Gdy Yoshi wrócił z eksploracji kanałów, znalazł żółwiki w lśniącej substancji. Był to potężny mutagen, który, każdego kto go dotknął, przemieniał w zezwierzęconą ludzką postać. Rodzaj mutacji zależał od zwierzęcia, z którym osobnik spędzał najwięcej czasu. Żółwie zaczęły przybierać ludzką formę, bo spędzały dużo czasu z Yoshim. Cztery żółwie nadały Yoshiemu przezwisko Splinter. Ponieważ Yoshi bardzo lubił sztukę, każdemu z żółwi nadał imiona po swoich czterech ulubionych artystach renesansu: Donatello, Raphael, Leonardo i Michelangelo. Tak stali się Wojowniczymi Żółwiami Ninja (Teenage Mutant Ninja Turtles).

## Główni bohaterowie
- Wojownicze Żółwie Ninja:
  - Leonardo – żółw z niebieską maską. Jako broń dzierży dwie katany. Jest liderem żółwi i najpoważniej z nich podchodzi do nauk Splintera. Nie ma sobie równych w walce na miecze.
  - Donatello – żółw z fioletową maską. Walczy przy użyciu drewnianego kija (bo), które może rozbroić każdy mechanizm. Jest najbardziej inteligentny z żółwi i stara się unikać walki. Czyni go to najmniej agresywnym członkiem grupy.
  - Raphael – żółw z czerwoną maską. Żaden miecz na Ziemi nie pokona jego sztyletów sai. Jest antybohaterem drużyny. Może być na przemian sarkastyczny, agresywny lub pełen zawiści.
  - Michelangelo – żółw z pomarańczową maską. Jest mistrzem szybkiej walki nunchaku („I mistrzem szybkiego serwowania pizzy!”). Spośród grupy jest najbardziej zrelaksowany, często posługuje się slangiem i słowami hiszpańskimi (amigos, compadres). Jego ulubionym zwrotem jest „Cowabunga!”.
- Splinter – dawniej był znany jako Hamato Yoshi. Pochodzi z Japonii, był jednym z członków klanu Stopy. Nauczył żółwi walk ninjitsu. Pełni też rolę ojca.
- April O'Neil – piękna rudowłosa dziewczyna, reporterka kanału 6, która odkrywa kryjówkę żółwi w kanałach. Pomaga im poznawać świat ludzi.
- Shredder a.k.a. Oroku Saki – główny wróg żółwi i Splintera. Nosi ubranie pokryte ostrzami oraz ciemną pelerynę i hełm z metalową maską, której nigdy nie zdejmuje (z wyjątkiem serialu Wojownicze żółwie ninja z 2012 roku). Mimo że Shredder pali się do walki z żółwiami, musi (często wbrew swojej woli) wypełniać rozkazy Kranga.
- Krang – okrutny wódz pochodzący z Wymiaru X, świata niekończącej się wojny. Wygląda jak wielki mózg. Jest głównym operatorem wielkiej bazy – Technodromu.
- Bebop i Rocksteady – dwaj nierozgarnięci pomocnicy Shreddera. Dawniej byli członkami nowojorskiego gangu, ale zostali zmutowani przez Shreddera. Bebop jest dziką świnią, a Rocksteady – nosorożcem. Nie odznaczają się inteligencją.
- Żołnierze klanu Stopy – mechaniczni wojownicy Shreddera, podstawa jego armii.
- Kamienni wojownicy – członkowie armii Kranga, pochodzą z Wymiaru X. Ich dowódcą jest generał Traag.
- Lord Dregg – obcy watażka, który służy jako główny antagonista przez ostatnie dwa sezony serii, po wygnaniu Shreddera i Kranga do wymiaru X w sezonie 8. Chociaż zaczynał jako zimny, spokojny i wyrachowany złoczyńca, jego zdrowie psychiczne stopniowo się pogarsza w trakcie 10. sezonu, w miarę jak jego obsesja na punkcie zniszczenia Żółwi raz na zawsze staje się coraz większa.

## Spis odcinków
| N/o                                                                                | Nieoficjalny polski tytuł                | Angielski tytuł                           |
| ---------------------------------------------------------------------------------- | ---------------------------------------- | ----------------------------------------- |
|                                                                                    |                                          |                                           |
| SERIA PIERWSZA (1987)                                                              |                                          |                                           |
|                                                                                    |                                          |                                           |
| 001                                                                                | Opowieść o Żółwiach                      | Turtle Tracks                             |
|                                                                                    |                                          |                                           |
| 002                                                                                | Spotkanie ze Shredderem                  | Enter the Shredder                        |
|                                                                                    |                                          |                                           |
| 003                                                                                | Opowieść o szczurach                     | A Thing About Rats                        |
|                                                                                    |                                          |                                           |
| 004                                                                                | Nastolatki z wymiaru X                   | Hot Rodding Teenagers from Dimension X    |
|                                                                                    |                                          |                                           |
| 005                                                                                | Shredder i Splinter                      | Shredder and Splintered                   |
|                                                                                    |                                          |                                           |
| SERIA DRUGA (1988)                                                                 |                                          |                                           |
|                                                                                    |                                          |                                           |
| 006                                                                                | Powrót Shreddera                         | Return of the Shredder                    |
|                                                                                    |                                          |                                           |
| 007                                                                                | Kurczące się Żółwie                      | The Incredible Shrinking Turtles          |
|                                                                                    |                                          |                                           |
| 008                                                                                | Żółwiożerna roślina                      | It Came From Beneath the Sewers           |
|                                                                                    |                                          |                                           |
| 009                                                                                | Nikczemne maszyny                        | The Mean Machines                         |
|                                                                                    |                                          |                                           |
| 010                                                                                | Diabelskie oko                           | Curse of the Evil Eye                     |
|                                                                                    |                                          |                                           |
| 011                                                                                | Sprawa zabójczych pizz                   | The Case of Killer Pizzas                 |
|                                                                                    |                                          |                                           |
| 012                                                                                | Wejście muchy                            | Enter: The Fly                            |
|                                                                                    |                                          |                                           |
| 013                                                                                | Inwazja Żabich Punków                    | Invasion of the Punk Frogs                |
|                                                                                    |                                          |                                           |
| 014                                                                                | Koniec Splintera                         | Splinter No More                          |
|                                                                                    |                                          |                                           |
| 015                                                                                | Cudowny Nowy Jork                        | New York's Shinest                        |
|                                                                                    |                                          |                                           |
| 016                                                                                | Nastolatki z Wymiaru X                   | Teenagers from Dimension X                |
|                                                                                    |                                          |                                           |
| 017                                                                                | Kobieta Kot                              | The Catwoman from Channel 6               |
|                                                                                    |                                          |                                           |
| 018                                                                                | Powrót Technodromu                       | Return of the Technodrome                 |
|                                                                                    |                                          |                                           |
| SERIA TRZECIA (1989)                                                               |                                          |                                           |
|                                                                                    |                                          |                                           |
| 019                                                                                | Pod powierzchnią ziemi                   | Beneath These Streets                     |
|                                                                                    |                                          |                                           |
| 020                                                                                | Żółwie na procesie                       | Turtles on Trial                          |
|                                                                                    |                                          |                                           |
| 021                                                                                | Atak olbrzymiej Irmy                     | Attack of the 50 Foot Irma                |
|                                                                                    |                                          |                                           |
| 022                                                                                | Maltański chomik                         | The Maltese Hamster                       |
|                                                                                    |                                          |                                           |
| 023                                                                                | Powietrzne Żółwie                        | Sky Turtles                               |
|                                                                                    |                                          |                                           |
| 024                                                                                | Nieoczekiwana zamiana                    | The Old Switcheroo                        |
|                                                                                    |                                          |                                           |
| 025                                                                                | Przygoda Burne'a                         | Burne's Blues                             |
|                                                                                    |                                          |                                           |
| 026                                                                                | Piąty żółw                               | The Fifth Turtle                          |
|                                                                                    |                                          |                                           |
| 027                                                                                | Król Szczurów                            | Enter the Rat King                        |
|                                                                                    |                                          |                                           |
| 028                                                                                | Żółwie we wnętrzu ziemi                  | Turtles at the Earth's Core               |
|                                                                                    |                                          |                                           |
| 029                                                                                | Przygoda April                           | April's Fool                              |
|                                                                                    |                                          |                                           |
| 030                                                                                | Atak Big MACCa                           | Attack of Big MACC                        |
|                                                                                    |                                          |                                           |
| 031                                                                                | Miecz Ninja Znikąd                       | The Ninja Sword of Nowhere                |
|                                                                                    |                                          |                                           |
| 032                                                                                | 20,000 przecieków pod miastem            | 20,000 Leaks Under the City               |
|                                                                                    |                                          |                                           |
| 033                                                                                | Niełatwo być szefem                      | Take Me To Your Leader                    |
|                                                                                    |                                          |                                           |
| 034                                                                                | Czterej żółwioterowie                    | Four Musketurtles                         |
|                                                                                    |                                          |                                           |
| 035                                                                                | Żółwie, wszędzie żółwie                  | Turtles, Turtles Everywhere               |
|                                                                                    |                                          |                                           |
| 036                                                                                | Rozterki Shreddera                       | Cowabunga Shredhead                       |
|                                                                                    |                                          |                                           |
| 037                                                                                | Inwazja porywaczy żółwi                  | Invasion of the Turtle Snatchers          |
|                                                                                    |                                          |                                           |
| 038                                                                                | Niezwykła kamera                         | Camera Bugged                             |
|                                                                                    |                                          |                                           |
| 039                                                                                | Zakochane Żółwie                         | Green with Jelaousy                       |
|                                                                                    |                                          |                                           |
| 040                                                                                | Powrót muchy                             | Return of the Fly                         |
|                                                                                    |                                          |                                           |
| 041                                                                                | Casey Jones – wyjęty spod prawa          | Casey Jones – Outlaw Hero                 |
|                                                                                    |                                          |                                           |
| 042                                                                                | Mutagen                                  | Mutagen Monster                           |
|                                                                                    |                                          |                                           |
| 043                                                                                | Biznesmeni z Wymiaru X                   | Corporate Raiders from Dimension X        |
|                                                                                    |                                          |                                           |
| 044                                                                                | Pizza od Shreddera                       | Pizza By the Shred                        |
|                                                                                    |                                          |                                           |
| 045                                                                                | Super Rocksteady i Bebop Wspaniały       | Super Bebop and Mighty Rocksteady         |
|                                                                                    |                                          |                                           |
| 046                                                                                | Waleczna Lotus                           | Beware the Lotus                          |
|                                                                                    |                                          |                                           |
| 047                                                                                | Wybuch wspomnień                         | Blast from the Past                       |
|                                                                                    |                                          |                                           |
| 048                                                                                | Skórzyłeb: Terror z bagien               | Leatherhead: Terror of the Swamp          |
|                                                                                    |                                          |                                           |
| 049                                                                                | Urodziny Michelangela                    | Michelangelo's Birthday                   |
|                                                                                    |                                          |                                           |
| 050                                                                                | Usagi Yojimbo                            | Usagi Yojimbo                             |
|                                                                                    |                                          |                                           |
| 051                                                                                | Sprawa gorącego kimona                   | Case of the Hot Kimono                    |
|                                                                                    |                                          |                                           |
| 052                                                                                | Usagi wraca do domu                      | Usagi Come Home                           |
|                                                                                    |                                          |                                           |
| 053                                                                                | Blaszak                                  | The Making of Metalhead                   |
|                                                                                    |                                          |                                           |
| 054                                                                                | Skórzyłeb i Król Szczurów                | Leatherhead Meets Rat King                |
|                                                                                    |                                          |                                           |
| 055                                                                                | Terminator                               | The Turtle Terminator                     |
|                                                                                    |                                          |                                           |
| 056                                                                                | Wielki Boldini                           | The Great Boldini                         |
|                                                                                    |                                          |                                           |
| 057                                                                                | Zaginiona Mapa                           | The Missing Map                           |
|                                                                                    |                                          |                                           |
| 058                                                                                | Wszyscy członkowie gangu obecni          | The Gang's All Here                       |
|                                                                                    |                                          |                                           |
| 059                                                                                | Grybyx                                   | The Grybyx                                |
|                                                                                    |                                          |                                           |
| 060                                                                                | Mr. Ogg wychodzi na miasto               | Mr. Ogg Goes to Town                      |
|                                                                                    |                                          |                                           |
| 061                                                                                | Shredderville                            | Shredderville                             |
|                                                                                    |                                          |                                           |
| 062                                                                                | Żegnaj, mucho                            | Bye Bye Fly                               |
|                                                                                    |                                          |                                           |
| 063                                                                                | Wielkie oszustwo                         | The Big Rip-Off                           |
|                                                                                    |                                          |                                           |
| 064                                                                                | Wielkie włamanie                         | The Big Break-In                          |
|                                                                                    |                                          |                                           |
| 065                                                                                | Ostatnia bitwa                           | The Big Blow Out                          |
|                                                                                    |                                          |                                           |
| SERIA CZWARTA (1990)                                                               |                                          |                                           |
|                                                                                    |                                          |                                           |
| 066                                                                                | Plan kosmiczny numer 6                   | Plan 6 From Outer Space                   |
|                                                                                    |                                          |                                           |
| 067                                                                                | Żółwie prosto z drzewa                   | Turtles of the Jungle                     |
|                                                                                    |                                          |                                           |
| 068                                                                                | Micheangelo się zabawia                  | Micheangelo Toys Around                   |
|                                                                                    |                                          |                                           |
| 069                                                                                | Marmurowi żołnierze                      | Peking Turtle                             |
|                                                                                    |                                          |                                           |
| 070                                                                                | Mama Shreddera                           | Shredder's Mom                            |
|                                                                                    |                                          |                                           |
| 071                                                                                | Żółwie i dziecko                         | Four Turtles and a Baby                   |
|                                                                                    |                                          |                                           |
| 072                                                                                | Żółwie z wosku                           | Turtlemaniac                              |
|                                                                                    |                                          |                                           |
| 073                                                                                | Rondo w Nowym Jorku                      | Rondo in New York                         |
|                                                                                    |                                          |                                           |
| 074                                                                                | Planeta żółwi                            | Planet of the Turtles                     |
|                                                                                    |                                          |                                           |
| 075                                                                                | Niebezpieczne dźwięki                    | Name That Toon                            |
|                                                                                    |                                          |                                           |
| 076                                                                                | Maestro, zamieszanie proszę              | Meneace, Maestro Please                   |
|                                                                                    |                                          |                                           |
| 077                                                                                | Superbohater na jeden dzień              | Super Hero for a Day                      |
|                                                                                    |                                          |                                           |
| 078                                                                                | Powrót do dzieciństwa                    | Back to the Egg                           |
|                                                                                    |                                          |                                           |
| 079                                                                                | Powrót Bakstera Sztokmena                | Son of Return of the Fly II               |
|                                                                                    |                                          |                                           |
| 080                                                                                | Raphael załatwia na cacy                 | Raphael Knocks 'Em Dead                   |
|                                                                                    |                                          |                                           |
| 081                                                                                | Bebop i Rocksteady podbijają Wszechświat | Bebop and Rocksteady Conquer the Universe |
|                                                                                    |                                          |                                           |
| 082                                                                                | Raphael spotyka swoją połówkę            | Raphael Meets his Match                   |
|                                                                                    |                                          |                                           |
| 083                                                                                | Chlast - Zły Żółw z Wymiaru X            | Slash-The Evil Turtle from Dimension X    |
|                                                                                    |                                          |                                           |
| 084                                                                                | Leonardo pociesza się                    | Leonardo Lightens Up                      |
|                                                                                    |                                          |                                           |
| 085                                                                                | Pół-szczury z kanału 6                   | Were-Rats from Channel 6                  |
|                                                                                    |                                          |                                           |
| 086                                                                                | Kolekcjoner miniatur                     | Funny, They Shrunk Michelangelo           |
|                                                                                    |                                          |                                           |
| 087                                                                                | Atak z kosmosu                           | The Big Zipp Attack                       |
|                                                                                    |                                          |                                           |
| 088                                                                                | Donatello tworzy czas                    | Donatello Makes Time                      |
|                                                                                    |                                          |                                           |
| 089                                                                                | Kwiat Lotosu                             | Farewell, Lotus Blossom                   |
|                                                                                    |                                          |                                           |
| 090                                                                                | Buntownik bez płetwy                     | Rebel Without a Fin                       |
|                                                                                    |                                          |                                           |
| 091                                                                                | Przygody Nosorożco-mena                  | The Adventures of Rhino-Man               |
|                                                                                    |                                          |                                           |
| 092                                                                                | Michelangelo spotyka Bugmana             | Michelangelo Meets Bugman                 |
|                                                                                    |                                          |                                           |
| 093                                                                                | Biedny, mały, bogaty żółw                | Poor Little Rich Turtle                   |
|                                                                                    |                                          |                                           |
| 094                                                                                | W czym jest dobry Michelangelo?          | What's Michelangelo Good For?             |
|                                                                                    |                                          |                                           |
| 095                                                                                | Opowieść o Wymiarze X                    | The Dimension X Story                     |
|                                                                                    |                                          |                                           |
| 096                                                                                | Doktorat Donatella                       | Donatello's Degree                        |
|                                                                                    |                                          |                                           |
| 097                                                                                | Wielki skok na spinki!                   | The Big Cufflink Caper!                   |
|                                                                                    |                                          |                                           |
| 098                                                                                | Leonardo kontra Tempesta                 | Leonardo vs. Tempestra                    |
|                                                                                    |                                          |                                           |
| 099                                                                                | Zniknięcie mistrza Splintera             | Splinter Vanishes                         |
|                                                                                    |                                          |                                           |
| 100                                                                                | Dziwna przygoda Raphaela                 | Raphael Drives 'Em Wild                   |
|                                                                                    |                                          |                                           |
| 101                                                                                | Poza Mgławicą Donatella                  | Beyond the Donatello Nebula               |
|                                                                                    |                                          |                                           |
| 102                                                                                | Inwazja gigantycznych owadów             | Big Bug Blunder                           |
|                                                                                    |                                          |                                           |
| 103                                                                                | Bunt Foot Ninja                          | The Foot Soldiers Are Revolting           |
|                                                                                    |                                          |                                           |
| 104                                                                                | Niezidentifikowany Latający Leonardo     | Unidentified Flying Leonardo              |
|                                                                                    |                                          |                                           |
| 105                                                                                | Żółwie i zając                           | Turtles And The Hare                      |
|                                                                                    |                                          |                                           |
| 106                                                                                | Wehiłuł czasu, odcinek ostatni           | Once Upon A Time A Machine                |
|                                                                                    |                                          |                                           |
| SERIA PIĄTA (1991)                                                                 |                                          |                                           |
|                                                                                    |                                          |                                           |
| 107                                                                                | Mój zły brat                             | My Brother, the Bad Guy                   |
|                                                                                    |                                          |                                           |
| 108                                                                                | Michaelangelo spotyka wielką jaszczurkę  | Michaelangelo Meets Mondo Gecko           |
|                                                                                    |                                          |                                           |
| 109                                                                                | Wejście Mutagen Mana                     | Enter Mutagen Man                         |
|                                                                                    |                                          |                                           |
| 110                                                                                | Zła pora na Donatella                    | Donatello's Bad Time                      |
|                                                                                    |                                          |                                           |
| 111                                                                                | Bugman raz jeszcze                       | Michaelangelo Meets Bugman Again          |
|                                                                                    |                                          |                                           |
| 112                                                                                | Muckman bałagani                         | Muckman Messes Up                         |
|                                                                                    |                                          |                                           |
| 113                                                                                | Napoleon Bonafrog: Kolos z bagien        | Napoleon Bonafrog: Colossus of the Swamps |
|                                                                                    |                                          |                                           |
| 114                                                                                | Raphael kontra wulkan                    | Raphael vs. The Volcano                   |
|                                                                                    |                                          |                                           |
| 115                                                                                | Władca much                              | Landlord of the Flies                     |
|                                                                                    |                                          |                                           |
| 116                                                                                | Duplikat Donatella                       | Donatello's Duplicate                     |
|                                                                                    |                                          |                                           |
| 117                                                                                | Lodowa bestia                            | The Ice Creature Cometh                   |
|                                                                                    |                                          |                                           |
| 118                                                                                | Leonardo się odcina                      | Leonardo Cuts Loose                       |
|                                                                                    |                                          |                                           |
| 119                                                                                | Pirackie radio                           | Pirate Radio                              |
|                                                                                    |                                          |                                           |
| 120                                                                                | Raphael: Żółw o tysiącu twarzach         | Raphael: Turtle of a Thousand Faces       |
|                                                                                    |                                          |                                           |
| 121                                                                                | Leonardo, renesansowy żółw               | Leonardo, Renaissance Turtle              |
|                                                                                    |                                          |                                           |
| 122                                                                                | Zach i kosmiczni najeźdźcy               | Zach and the Alien Invaders               |
|                                                                                    |                                          |                                           |
| 123                                                                                | Powitajcie Polarisoidy                   | Welcome Back, Polarisoids                 |
|                                                                                    |                                          |                                           |
| 124                                                                                | Micheangelo, uświęcony żółw              | Michaelangelo, the Sacred Turtle          |
|                                                                                    |                                          |                                           |
| 125                                                                                | Planeta żółwiosoidów                     | Planet of the Turtleloids                 |
| 126                                                                                | Planeta żółwiosoidów                     | Planet of the Turtleloids                 |
|                                                                                    |                                          |                                           |
| SERIA SZÓSTA (1992)                                                                |                                          |                                           |
|                                                                                    |                                          |                                           |
| 127                                                                                | Rock na okrągło                          | Rock Around the Block                     |
|                                                                                    |                                          |                                           |
| 128                                                                                | Krangestein żyje                         | Krangenstein Lives                        |
|                                                                                    |                                          |                                           |
| 129                                                                                | Super Irma                               | Super Irma                                |
|                                                                                    |                                          |                                           |
| 130                                                                                | Przygody żółwio-niańki                   | Adventures in Turtle-Sitting              |
|                                                                                    |                                          |                                           |
| 131                                                                                | Miecz Yurikawy                           | The Sword of Yurikawa                     |
|                                                                                    |                                          |                                           |
| 132                                                                                | Powrót żółwioida                         | Return of the Turtleoid                   |
|                                                                                    |                                          |                                           |
| 133                                                                                | Zemsta Shreki                            | Shreeka's Revenge                         |
|                                                                                    |                                          |                                           |
| 134                                                                                | Zbyt gorący towar                        | Too Hot to Handle                         |
|                                                                                    |                                          |                                           |
| 135                                                                                | Koszmar w domu                           | Nightmare in the Lair                     |
|                                                                                    |                                          |                                           |
| 136                                                                                | Kanałowe widmo                           | Phantom of the Sewers                     |
|                                                                                    |                                          |                                           |
| 137                                                                                | Donatella rozwala Chlasta                | Donatello Trashes Slash                   |
|                                                                                    |                                          |                                           |
| 138                                                                                | Zaginiony Leonardo                       | Leonardo is Missing                       |
|                                                                                    |                                          |                                           |
| 139                                                                                | Węże żyją!                               | Snakes Alive!                             |
|                                                                                    |                                          |                                           |
| 140                                                                                | Polly chce pizzę                         | Polly Wanna Pizza                         |
|                                                                                    |                                          |                                           |
| 141                                                                                | Pan Miły Facet                           | Mr. Nice Guy                              |
|                                                                                    |                                          |                                           |
| 142                                                                                | Sleuth na wolności                       | Sleuth on the Loose                       |
|                                                                                    |                                          |                                           |
| WAKACJE W EUROPIE (1993) (odcinki 143-155 mają miejsce pomiędzy odcinkami 66 i 67) |                                          |                                           |
|                                                                                    |                                          |                                           |
| 143                                                                                | Wieża mocy                               | Tower of Power                            |
|                                                                                    |                                          |                                           |
| 144                                                                                | Rdza nigdy nie śpi                       | Rust Never Sleeps                         |
|                                                                                    |                                          |                                           |
| 145                                                                                | Niewdzięczna robota                      | A Real Snow Job                           |
|                                                                                    |                                          |                                           |
| 146                                                                                | Wenecja na pół gwizdka                   | Venice on the Half-Shell                  |
|                                                                                    |                                          |                                           |
| 147                                                                                | Nieznający sztuki                        | Artless                                   |
|                                                                                    |                                          |                                           |
| 148                                                                                | Pierścień ognia                          | Ring of Fire                              |
|                                                                                    |                                          |                                           |
| 149                                                                                | Irlandzki rytm                           | The Irish Jig Is Up                       |
|                                                                                    |                                          |                                           |
| 150                                                                                | Nowy miecz Shreddera                     | Shredder's New Sword                      |
|                                                                                    |                                          |                                           |
| 151                                                                                | Zaginona królowa Atlantydy               | The Lost Queen of Atlantis                |
|                                                                                    |                                          |                                           |
| 152                                                                                | Żółwie i Orient Express                  | Turtles on the Orient Express             |
|                                                                                    |                                          |                                           |
| 153                                                                                | April przybywa do Danii                  | April Gets in Dutch                       |
|                                                                                    |                                          |                                           |
| 154                                                                                | Północne światło                         | Northern Lights Out                       |
|                                                                                    |                                          |                                           |
| 155                                                                                | To możliwe, mój drogi żółwiu             | Elementary, My Dear Turtle                |
|                                                                                    |                                          |                                           |
| SERIA SIÓDMA (1993) (akcja kolejnych odcinków następuje po odcinku 142)            |                                          |                                           |
|                                                                                    |                                          |                                           |
| 156                                                                                | Noc mrocznego żółwia                     | Night of the Dark Turtle                  |
|                                                                                    |                                          |                                           |
| 157                                                                                | Gwiezdne dziecko                         | The Starchild                             |
|                                                                                    |                                          |                                           |
| 158                                                                                | Legenda Kojiego                          | The Legend of Koji                        |
|                                                                                    |                                          |                                           |
| 159                                                                                | Więźniowie z Wymiaru X                   | Convicts from Dimension X                 |
|                                                                                    |                                          |                                           |
| 160                                                                                | Biały pas, czarne serce                  | White Belt, Black Heart                   |
|                                                                                    |                                          |                                           |
| 161                                                                                | Noc łobuzów                              | Night of the Rogues                       |
|                                                                                    |                                          |                                           |
| 162                                                                                | Atak Neutrinos                           | Attack of the Neutrinos                   |
|                                                                                    |                                          |                                           |
| 163                                                                                | Ucieczka z planety Żółwiosoidów          | Escape from the Planet of the Turtleloids |
|                                                                                    |                                          |                                           |
| 164                                                                                | Zemsta muchy                             | Revenge of the Fly                        |
|                                                                                    |                                          |                                           |
| 165                                                                                | Atlantyda budzi się                      | Atlantis Awakes                           |
|                                                                                    |                                          |                                           |
| 166                                                                                | Dirk Okrutnik: Łowca mutantów            | Dirk Savage: Mutant Hunter                |
|                                                                                    |                                          |                                           |
| 167                                                                                | Inwazja Krangezoidów                     | Invasion of the Krangezoids               |
|                                                                                    |                                          |                                           |
| 168                                                                                | Pole walki                               | Combat Land                               |
|                                                                                    |                                          |                                           |
| 169                                                                                | Shredder triumfuje                       | Shredder Triumphant!                      |
|                                                                                    |                                          |                                           |
| SERIA ÓSMA (1994)                                                                  |                                          |                                           |
|                                                                                    |                                          |                                           |
| 170                                                                                | Brać Shreddera!                          | Get Shredder!                             |
|                                                                                    |                                          |                                           |
| 171                                                                                | Gniew Króla Szczurów!                    | Wrath of the Rat King!                    |
|                                                                                    |                                          |                                           |
| 172                                                                                | Stan szoku!                              | State of Shock!                           |
|                                                                                    |                                          |                                           |
| 173                                                                                | Płacz R.U.I.N.Y.                         | Cry H.A.V.O.C.!!                          |
|                                                                                    |                                          |                                           |
| 174                                                                                | R.U.I.N.A. na ulicach!                   | H.A.V.O.C. in the Streets!                |
|                                                                                    |                                          |                                           |
| 175                                                                                | Wejście Krakusa!                         | Enter: Krakus!                            |
|                                                                                    |                                          |                                           |
| 176                                                                                | Cyber-żółwie!                            | Cyber-Turtles!                            |
|                                                                                    |                                          |                                           |
| 177                                                                                | Żółwio Trek!                             | Turtle Trek!                              |
|                                                                                    |                                          |                                           |
| SERIA DZIEWIĄTA (1995)                                                             |                                          |                                           |
|                                                                                    |                                          |                                           |
| 178                                                                                | Nieznany ninja                           | The Unknown Ninja                         |
|                                                                                    |                                          |                                           |
| 179                                                                                | Dregg na ziemi                           | Dregg of the Earth                        |
|                                                                                    |                                          |                                           |
| 180                                                                                | Gniew Meduzy                             | The Wrath of Medusa                       |
|                                                                                    |                                          |                                           |
| 181                                                                                | Nowa mutacja                             | The New Mutation                          |
|                                                                                    |                                          |                                           |
| 182                                                                                | Starcie                                  | The Showdown                              |
|                                                                                    |                                          |                                           |
| 183                                                                                | W mgnieniu oka                           | Split-Second                              |
|                                                                                    |                                          |                                           |
| 184                                                                                | Carter wymuszacz                         | Carter, the Enforcer                      |
|                                                                                    |                                          |                                           |
| 185                                                                                | Misja zagłady                            | Doomquest                                 |
|                                                                                    |                                          |                                           |
| SERIA DZIESIĄTA (1996)                                                             |                                          |                                           |
|                                                                                    |                                          |                                           |
| 186                                                                                | Powrót Dregga                            | Return of Dregg                           |
|                                                                                    |                                          |                                           |
| 187                                                                                | Początek końca                           | The Beginning of the End                  |
|                                                                                    |                                          |                                           |
| 188                                                                                | W trójcy siła                            | The Power of Three                        |
|                                                                                    |                                          |                                           |
| 189                                                                                | Żółw na czasie                           | A Turtle in Time                          |
|                                                                                    |                                          |                                           |
| 190                                                                                | Żółwie do potęgi drugiej                 | Turtles to the Second Power               |
|                                                                                    |                                          |                                           |
| 191                                                                                | Mobster z Wymiaru X                      | Mobster from Dimension X                  |
|                                                                                    |                                          |                                           |
| 192                                                                                | Dzień, w którym zniknęła Ziemia          | The Day the Earth Disappeared             |
|                                                                                    |                                          |                                           |
| 193                                                                                | Dziel i rządź                            | Divide and Conquer                        |
|                                                                                    |                                          |                                           |